# Вонджу
Вонджу́ (кор. 원주시?, 原州市?, Wonju-si) — город в провинции Канвондо, Южная Корея. Расположен приблизительно в 140 километрах к востоку от Сеула. Во время Корейской войны город был местом ожесточённых боёв. Сейчас в Вонджу расположены две американские военные базы.

## История
В древней Корее территория, на которой стоит Вонджу, находилась в составе союза племён Самхан (протогосударство Махан), затем стала частью государства Когурё. В 469 году ван Чансу образовал здесь уезд Пхёнвон (Пхёнвонгун). В 940 году ваном Тэджо уезд был переименован в Вонджу. Был столицей провинции Канвондо до Чхунчхона. В 1955 году уезд получил статус города (си).

## География

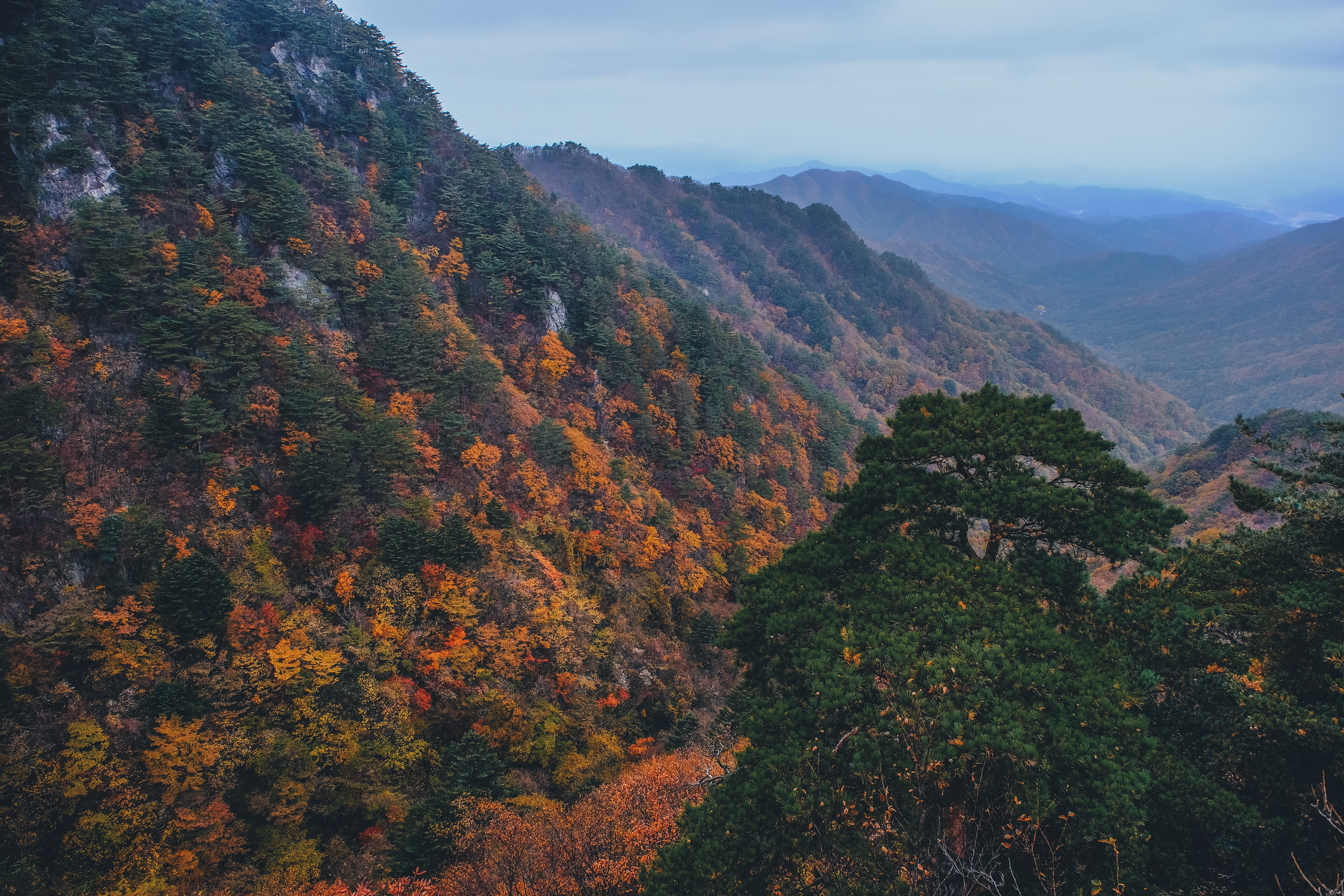
Вид на Чиаксан

Вонджу находится в центре Корейского полуострова на юго-западе провинции Канвондо. К городу примыкают западные склоны гор Тхэбэксан. Вонджу находится в бассейне двух рек: Сомган и Намханган. Ландшафт преимущественно равнинный, с небольшими холмами. На территории города находится национальный парк Чиаксан.
Климат города, как и всего региона, муссонный, однако более холодный, чем на остальной части Республики Корея из-за относительно высокого положения над уровнем моря. Среднегодовая температура — 11,5 °C, среднегодовое количество осадков — 1571 мм.

## Административное деление
Вонджу административно делится на 1 ып, 8 мёнов и 16 тон (дон):
| Название          | Хангыль    | Площадь, км² | Население, чел | Внутреннее деление |
| ----------------- | ---------- | ------------ | -------------- | ------------------ |
| Мунмагып          | 문막읍     | 104,3        | 18 943         | 10 ри              |
| Квирэмён          | 귀래면     | 71,45        | 2 188          | 5 ри               |
| Пуронмён          | 부론면     | 82,68        | 2 824          | 6 ри               |
| Пхабумён          | 판부면     | 67,75        | 5 479          | 3 ри               |
| Силлиммён         | 신림면     | 127,46       | 4 045          | 7 ри               |
| Сочхомён          | 소초면     | 103,07       | 10 569         | 8 ри               |
| Ходжомён          | 호저면     | 76,75        | 4 826          | 10 ри              |
| Хынопмён          | 흥업면     | 59,6         | 6 598          | 4 ри               |
| Чиджонмён         | 지정면     | 89,74        | 3 659          | 7 ри               |
| Вониндон          | 원인동     | 0,48         | 7 822          |                    |
| Ильсандон         | 일산동     | 0,80         | 9 191          |                    |
| Кэундон           | 개운동     | 1,05         | 12 760         |                    |
| Мённюн-идон       | 명륜2동    | 0,87         | 19 821         |                    |
| Мённюн-ильдон     | 명륜1동    | 0,92         | 11 902         |                    |
| Мусильдон         | 무실동     | 9,07         | 20 158         |                    |
| Пангокквансольдон | 반곡관설동 | 21           | 16 291         |                    |
| Понсандон         | 봉산동     | 7,26         | 11 728         |                    |
| Тангедон          | 단계동     | 3,68         | 25 281         |                    |
| Тангудон          | 단구동     | 3,91         | 46 257         |                    |
| Тхэджан-идон      | 태장2동    | 8,98         | 27 102         |                    |
| Тхэджан-ильдон    | 태장1동    | 3,04         | 11 016         |                    |
| Усандон           | 우산동     | 7,39         | 10 232         |                    |
| Хаксондон         | 학성동     | 0,73         | 6 864          |                    |
| Хэнгудон          | 행구동     | 13,44        | 6 053          |                    |
| Чунандон          | 중앙동     | 0,99         | 6 766          |                    |

## Экономика
Основу экономики города составляет лёгкая промышленность и туризм.

## Образование
Высшее образование в Вонджу представлено несколькими учебными заведениями, среди которых:
- Национальный колледж Вонджу[4]
- Колледж Санджи Юнсо[5]
- Университет Халла[6]
- Университет Санджи[7]
- Филиал сеульского университета Ёнсе[8]

## Туризм и достопримечательности
Основная достопримечательность города — национальный парк Чиаксан, являющийся сейчас одним из центров горного туризма в стране.
Также в окрестностях города расположено много памятников старины, среди которых крепостная стена Йонвон, храмы Хынбопса и Кодонса, старая столица провинции Канвондо. Работает музей и культурный центр Чиак.
В октябре каждого года в Вонджу проходит фестиваль спортивной ходьбы, во время которого проводятся соревнования на дистанциях 5, 10, 20, 30 и 50 километров.
Вонджу известен как родина корейской традиционной бумаги ханджи.
В городе работает аэропорт, осуществляющий внутренние рейсы.

## Символы
Как и остальные города Южной Кореи, Вонджу имеет ряд символов:
- Птица: фазан — символизирует мудрость и благородство.
- Цветок: роза — символизирует терпение, мудрость и смелость.
- Дерево: гинкго — символизирует гармонию и непрерывный прогресс.
- Маскот: фазан Кквундори — символизирует главные ценности города: высокий уровень жизни и единение граждан.

## Города-побратимы
Города-побратимы Вонджу:
- Роанок, штат Виргиния, США — с 1965
- Эдмонтон, провинция Альберта, Канада — с 1998
- Яньтай, провинция Шаньдун, Китай — с 2000
- Хэфэй, провинция Аньхой, Китай — с 2002
- Итикава, префектура Тиба, Япония — с 2005